# Cristina D'Avena e i tuoi amici in TV Collection
Cristina D'Avena e i tuoi amici in TV Collection è una raccolta digitale della cantante Cristina D'Avena pubblicata nel 2015.

## L'album
Il contenuto di quest'opera è ricchissimo e si compone di ben 100 brani, di cui 32 pubblicati per la prima volta anche in versione digitale, estratti dai 21 volumi della famosa collana discografica "I tuoi amici in TV" nata nel 1987. All'interno si ritrovano sigle storiche del repertorio dell'artista bolognese che sono evergreen senza tempo come Milly, un giorno dopo l’altro, Hilary, Siamo fatti così, Una spada per Lady Oscar – solo per ricordarne alcune – ma soprattutto brani riproposti poche volte negli anni, come, ad esempio, Un Mondo di Magia (secondo remake dell'Anime Lo specchio magico), Conosciamoci un po', Bobobobs, Zero in Condotta, James Bond Junior e Sophie e Vivianne: due sorelle e un'avventura.
Lo stesso criterio di selezione dei brani verrà utilizzato qualche mese più tardi per la maxi-raccolta Fivelandia Story. In quel caso, però, i brani saranno estratti dalla collana discografica "Fivelandia".

## Distribuzione e vendite
La compilation è stata pubblicata in esclusiva su iTunes il 24 marzo 2015 per poi essere disponibile anche su tutti gli altri digital stores a partire dal 7 aprile mentre dal 21 dello stesso mese anche in streaming su Spotify e su tutte le piattaforme musicali online.
La raccolta è entrata immediatamente in classifica su iTunes arrivando a toccare la posizione numero 22.

## Tracklist
I titoli affiancati dall'asterisco (*) sono i 32 brani pubblicati per la prima volta in digital download. Ogni titolo rimanda alla pagina Wikipedia del primo album della collana "I tuoi amici in TV" in cui il pezzo è stato pubblicato.

### Volume 1
1. Milly, un giorno dopo l'altro
2. Draghi e draghetti
3. Zero in condotta *
4. Sailor Moon
5. Denny
6. Belle e Sébastien
7. Tra le onde del lago incantato *
8. Hamtaro
9. Quando un giorno tu crescerai
10. Alé alé alé o-o
11. Peter Pan *
12. Una scuola per cambiare *
13. James Bond Junior *
14. Zip e Zap
15. Ascolta sempre il cuore Remì *
16. I viaggi di Gulliver *
17. Kirby
18. Sakura, la partita non è finita
19. Sale e Pepe *
20. Mack, ma che principe sei?

### Volume 2
1. Cantiamo insieme
2. Bobobobs *
3. Maggie e l'incredibile Birba
4. È quasi magia, Johnny!
5. Hilary
6. Ace Ventura *
7. Magica Doremì
8. Conosciamoci un po'
9. Le avventure di Piggley Winks
10. Pennellate di poesia per Madeline *
11. Mirmo
12. Un passo dopo l’altro sulle strade di Gesù *
13. Always Pokémon
14. Vita da streghe
15. Imbarchiamoci per un grande viaggio
16. Chi la fa l'aspetti *
17. Zorro
18. Un fiume di avventure con Huck *
19. Allacciate le cinture, viaggiando si impara!
20. Innamorati dentro un film

### Volume 3
1. Sailor Moon e il cristallo del cuore
2. Angelina ballerina
3. D'Artagnan e i moschettieri del re
4. Grandi uomini per grandi idee
5. Pirati all'arrembaggio
6. Lisa e Seya: un solo cuore per lo stesso segreto
7. Gemelli nel segno del destino
8. Grog di Magog
9. Che famiglia è questa family!
10. Mighty Max *
11. Papyrus e i misteri del Nilo
12. A scuola di magie *
13. Una sirenetta innamorata
14. Beethoven
15. Un mondo di magia
16. Pokémon Advanced Battle
17. Benvenuta Gigì
18. Giù la maschera Duca Filippo *
19. Sabrina
20. Per te Benjamin

### Volume 4
1. Alvin rock 'n' roll
2. I colori del cuore
3. I fantastici viaggi di Sinbad *
4. Un regno incantato per Zelda
5. Doraemon
6. Mary Bell
7. Mew Mew amiche vincenti
8. Pirati si nasce *
9. T-Rex *
10. Pokémon Chronicles
11. Anatole *
12. Piccoli problemi di cuore
13. Junior pianta mordicchiosa *
14. Tanto tempo fa... Gigì
15. Wonder Bevil
16. Moominland, un mondo di serenità *
17. Un uragano di goal
18. Fufur Superstar *
19. Space Goofs: vicini, troppo vicini *
20. Tutto sa di te

### Volume 5
1. Siamo fatti così (esplorando il corpo umano)
2. Nel covo dei pirati con Peter Pan *
3. Petali di stelle per Sailor Moon
4. Emily e Alexander: che tipi questi topi *
5. Che magnifiche spie!
6. I tenerissimi *
7. Pokémon Diamante e Perla
8. Lady Lovely
9. Chi viene in viaggio con me?
10. Scuola di polizia
11. Dolce piccola Remì
12. Sophie e Vivianne: due sorelle e un'avventura
13. Alf *
14. Una spada per Lady Oscar
15. Pippo e Menelao *
16. Patty e Bobby: chi trova un vero amico *
17. Le redini del cuore
18. What a mess Slump e Arale
19. Alé-oo
20. Peter e Isa: un amore sulla neve *